# DSB MV (I)
Die dänische Baureihe DSB MV (I) bestand aus zwei dieselelektrischen Lokomotiven, die Danske Statsbaner (deutsch Dänische Staatsbahnen) 1929 beschafften, um Dampflokomotiven im Reisezugdienst zu ersetzen.

## Geschichte
Speziell für die Ablösung von Dampflokomotiven im Reisezugverkehr wurden die beiden Diesellokomotiven der Serie MV (I) gebaut. Sie wurden bei der Lokomotivfabrik Frichs in Aarhus zum Preis von 184.250 Kronen bestellt und 1929 mit den Baunummern 89 und 90 ausgeliefert.
MV 115 wurde am 25. Mai 1929 ausgeliefert, die Inbetriebnahme durch die DSB erfolgte am 10. Juni. MV 116 wurde am 29. Juni dem Betriebsdienst übergeben.
Das maximale Zuggewicht, das die Lokomotiven befördern durften, betrug 200 Tonnen.

## Technische Ausstattung
Der Lokkasten bestand aus Aluminium. Im Lieferzustand besaßen die beiden Lokomotiven einen Sechs-Zylinder-Dieselmotor 672C von Frichs. Dazu kamen zwei elektrische Fahrmotoren der Firma Titan. Für den Transport von Reisegepäck war ein Lastenabteil mit einer Kapazität von zwei Tonnen vorhanden. Zum Heizen der mitgeführten Reisezugwagen war ein Dampfkessel eingebaut.
Die Lokomotiven waren mit drei Bremssystemen versehen: Druckluftbremse, Saugluftbremse und Wurfhebelhandbremse. 1933 wurde ein Geschwindigkeitsmesser von Siemens eingebaut.
Die Dampfkessel wurden bereits 1936 außer Betrieb genommen. 1940 wurden die Kessel ausgebaut und der freie Raum für ein weiteres Lastenabteil genutzt, so dass ab diesem Zeitpunkt vier Tonnen Reisegepäck in die Lok verladen werden konnten.
1947 erfolgte ein Motortausch, nunmehr wurde der stärkere Sechs-Zylinder-Dieselmotor Frichs 6285CL eingebaut. Im gleichen Jahr wurde MV 116 mit einer koksbefeuerten Warmwasserheizung ausgestattet.

## Einsätze und Verbleib
Die MV 115 wurde zuerst der Frederikssundbane zwischen Kopenhagen und Frederikssund auf der Insel Seeland zugeteilt, verblieb dort jedoch nur wenige Wochen. Dann erfolgte die Umbeheimatung zur Tønder remise in Tønder. Ab 1936 erfolgte der Einsatz von Aarhus aus.
Die MV 116 kam sofort zum Bahnbetriebswerk Tondern, wo sie ebenfalls bis 1936 blieb, um anschließend nach Aarhus umbeheimatet zu werden.
Während des Zweiten Weltkrieges waren die Lokomotiven von 1941 bis 1943 abgestellt. Nach der Wiederinbetriebnahme verblieben sie im bisherigen Einsatzgebiet.
MV 115 wurde am 22. Dezember 1955 ausgemustert und stand von 1955 bis 1959 in Aarhus abgestellt. 1959 wurde sie zur Verschrottung an die Firma H. I. Hansen in Odense verkauft. MV 116 wurde am 8. Januar 1955 ausgemustert und ebenfalls verschrottet.